# Dasineura maritima
Dasineura maritima är en tvåvingeart som först beskrevs av Ephraim Porter Felt 1909.  Dasineura maritima ingår i släktet Dasineura och familjen gallmyggor. Inga underarter finns listade i Catalogue of Life.